# Dora Hauser
Dorothea (Dora, Doroteja) Johanna Hauser (* 25. Juli 1877 in Graz; † 8. Jänner 1946 in Vojnik, Jugoslawien) war eine österreichische Porträtmalerin und Scherenschnittkünstlerin.

## Leben
Dora Hauser war eine Tochter des Ingenieurs Alfred Hauser und dessen Ehefrau Marie Hauser, geb. Stallner. Ihren zweiten Vornamen erhielt sie von ihrer Großmutter und Taufpatin Johanna Stallner. Sie hatte einen Bruder und zwei Schwestern. Die Familie wohnte in der Glacisstraße 53 nahe des Grazer Stadtparks. Vor allem in den Sommermonaten hielt sie sich oft in der untersteiermärkischen Gemeinde Hochenegg (Vojnik) auf, da dort Marie Hausers Bruder Moritz Stallner, ein Kommunalpolitiker und Initiator des örtlichen Armenhauses, eine Villa besaß.
Dora Hauser studierte in ihrer Geburtsstadt Graz an der Landeszeichnungsakademie bei Alfred Schrötter von Kristelli. Danach war sie eine Schülerin von Wilhelm von Debschitz in München sowie von Emilie Mediz-Pelikan und Karl Mediz in Dresden.
Ihr späteres Leben verbrachte Hauser zum großen Teil in Hochenegg, wo sie zum Mittelpunkt eines Kreises von Künstlern und Intellektuellen wurde. Über Korrespondenz, Reisen und Ausstellungsteilnahmen blieb sie darüber hinaus in Kontakt mit der Kunstszene im In- und Ausland. Einzelausstellungen ihrer Werke fanden in Zagreb (1921), Rotterdam (1922), Celje (1923) und Split (1927) statt. In Graz beschickte sie unter anderem Ausstellungen des Steiermärkischen Kunstvereins und 1925 die Steirische Kunstschau. 1931 stellte sie mit dem Klub der bildenden Künstlerinnen in Rihard Jakopičs Pavillon in Ljubljana aus. 1943 zeigte sie Radierungen in der Kunsthandlung Karbeutz in Marburg an der Drau.
Dora Hauser wohnte in einem Haus mit Atelier in der Nähe der Villa Stallner, auf einem Hügel oberhalb des Ortskerns von Hochenegg. Als ihr nach Kriegsende im Januar 1946 die Enteignung und Vertreibung drohte, setzte sie ihr Haus in Brand und erschoss sich. Zu diesem Zeitpunkt war sie 68 Jahre alt. Viele ihrer Werke wurden durch das Feuer zerstört.
2017 wurde anlässlich Hausers 140. Geburtstages ein Denkmal in Vojnik enthüllt, das ein Porträtrelief von ihr zeigt. In den Folgejahren wurden Außenwände verschiedener Gebäude wie Garagen und die örtliche Grundschule mit ihren Scherenschnittmotiven dekoriert. Die Gemeinde kaufte Werke von ihr auf (u. a. von Emilie Mediz-Pelikan) und es fanden Ausstellungen zur Erinnerung an die Künstlerin statt.

## Werk

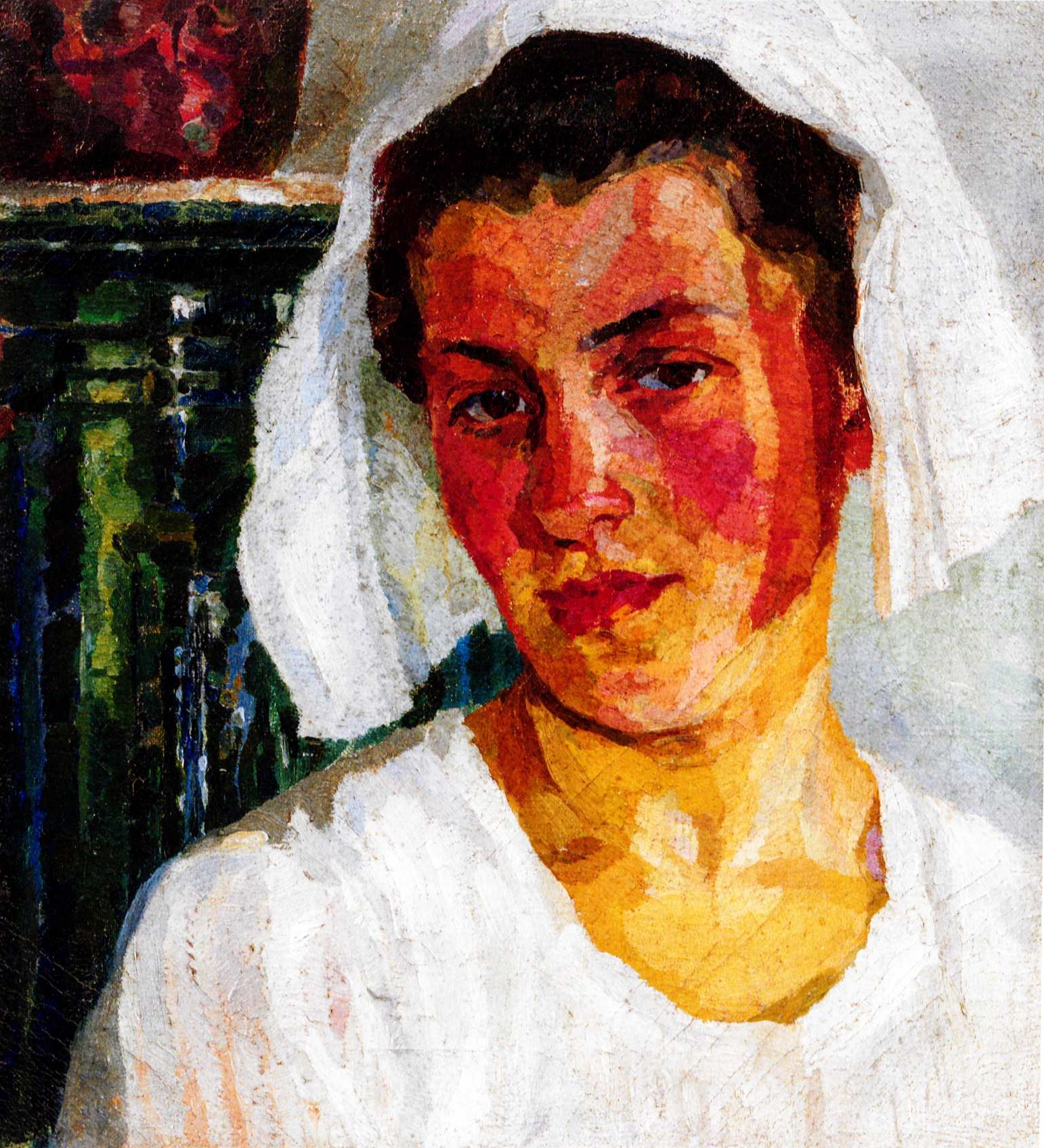
Dora Hauser: Porträt Paula Schweiger (Öl auf Leinwand, 1913)

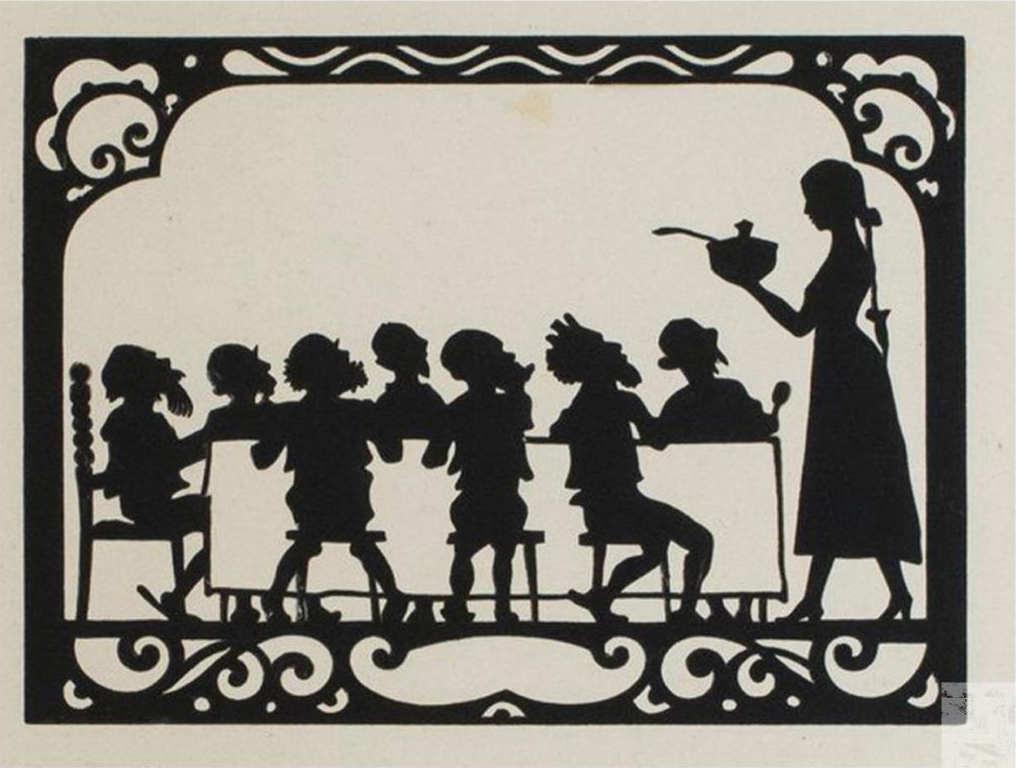
Dora Hauser: Scherenschnitt mit Schneewittchen-Motiv

Dora Hauser malte einige Porträts in einem modernistischen, flächengebundenen Stil, die sich im Besitz ihrer Familie befinden. Sie ging zudem der Porträt-Miniaturmalerei auf Elfenbein nach. Neben Bildnissen schuf sie meist kleinformatige Landschaften und Stillleben. Sie malte in Öl und Aquarell und setzte auch grafische Techniken wie die Weichgrundätzung und Kaltnadelradierung ein.
Bedeutenden Raum in Hausers Gesamtwerk nehmen Scherenschnitte ein. Als Grundlage diente ihr dabei in der Regel schwarzes Papier, wobei sie zur Belebung manchmal Details mit farbigem Papier gestaltete. Sie stellte Menschen, Tiere und Pflanzen dar, häufig in märchenhaften und sozialen Kontexten. Mitunter wählte sie für diese Technik originelle Motive wie Figuren, die moderne Sportarten (u. a. Fußball, Skilanglauf und Golf) treiben. Einige ihrer Arbeiten erschienen in Form von Postkarten. Das Regionalmuseum Celje hält eine Reihe ihrer Scherenschnitte.
Werke (Auswahl)
- Landschaftsstudie aus Oberbayern und Landschaftsstudie aus Südsteiermark, 1909 Amateur-Ausstellung Galerie Miethke[7]
- Porträt eines Jungen (Mija Deželeak), ca. 1910, Öl auf Karton, 32 × 26,8 cm
- Porträt Paula Schweiger, 1913, Öl auf Leinwand, 45 × 42 cm
- Mein Studio und Kinderporträt, 1920 Ausstellung Kunstverein Kärnten[8]
- Kinder beim Vogelfüttern, 1920er Jahre, Scherenschnitt, 12,2 × 16 cm, Regionalmuseum Celje
- Kinder mit Kuchen, 1920er Jahre, Scherenschnitt, 12,2 × 16 cm, Regionalmuseum Celje
- Fußballspieler, 1920er Jahre, Scherenschnitt, 16 × 12,2 cm, Regionalmuseum Celje
- Skiläuferin, 1920er Jahre, Scherenschnitt, 16 × 12,2 cm, Regionalmuseum Celje
- Eisläufer, 1920er Jahre, Scherenschnitt, partiell mit Stoff unterlegt, 16 × 12,2 cm, Regionalmuseum Celje
- Kinder spielen Hochzeit, 1920er Jahre, Scherenschnitt, partiell mit Stoff unterlegt, 12,2 × 16 cm, Regionalmuseum Celje
- Golfspielerin, 1920er Jahre, Scherenschnitt, partiell mit Stoff unterlegt, 16 × 12,2 cm, Regionalmuseum Celje
- Ženin in nevesta (Bräutigam und Braut, stilisierter Buchstabe H), 1943, Scherenschnitt, signiert „D.H.“
- Cvetlični motiv (Blumenmotiv, stilisierter Buchstabe S), 1943, Scherenschnitt, signiert „D.H.“
- Plesalca (Tänzerin), Scherenschnitt, Regionalmuseum Celje
- Sneguljčica (Schneewittchen), Scherenschnitt, Regionalmuseum Celje
- Mlade ženska na oknu (Junge Frau am Fenster), Scherenschnitt, signiert „D.H.“
- Sadjar Franc Goričan (Obstbauer Franc Goričan), Scherenschnitt, signiert „D.H.“
- Lesena zidanica s klopotcem (Holzhaus mit Klapotetz), Scherenschnitt, signiert „D.H.“[9]

## Ausstellungen (Auswahl)
- 1906, 1910, 1911: Steiermärkischer Kunstverein, Graz
- 1909: Amateur-Ausstellung, Galerie Miethke, Wien
- 1918: Vereinigung Bildender Künstler Steiermarks, Graz
- 1920: Kunstverein Kärnten
- 1925: Steirische Kunstschau, Grazer Herbstmesse, Graz
- 1931: Klub der bildenden Künstlerinnen, Jakopič's Pavillon, Ljubljana
- 1943: Kunsthandlung Karbeutz, Maribor
- 1991: Ausstellung zur Erinnerung an die Malerin Dorothea Hauser, Vojnik
- 2020: Ladies first! Künstlerinnen in und aus der Steiermark 1850–1950, Neue Galerie Graz